# 東京高円寺阿波おどり
東京高円寺阿波おどり （とうきょうこうえんじあわおどり）は、東京都杉並区高円寺において毎年8月下旬（最終の土曜・日曜）に開催される阿波踊りである。「徳島市阿波おどり」に次ぐ大会規模で、東京周辺では最大規模の阿波踊りである。
JR高円寺駅前から東京メトロ新高円寺駅にかけての商店街および高南通りを舞台に開催される。開催年を経るごとに知名度が上がり、現在では阿波踊りの本場である徳島県からも集団参加が見られるなど、遠方からの参加者も多い。例年同日に行われる浅草サンバカーニバルと共に、東京の代表的な夏祭りの1つとなっている。約1万人が踊り、東京の晩夏の風物詩として定着している。

## 歴史
「東京高円寺阿波おどり」は、高円寺の商店街（現在のパル商店街）の青年部が町おこしとして、高円寺の氷川神社の例大祭に併せて始めたものである。当初は隣町の阿佐谷七夕祭りに対抗して夏のイベント用に阿波踊りに似た「高円寺ばか踊り」として開始され、やがて都内在住の徳島県出身者から指導を受ける形で「阿波おどり」として発展した。現在は、地元商店街、町会が中心となって発足したNPO法人東京高円寺阿波おどり振興協会が主催している。
- 1957年（昭和32年）：第1回開催（当時の名称は「高円寺ばか踊り」として開催）[2]
- 1963年（昭和38年）：「高円寺ばか踊り」を、現在の「東京高円寺阿波おどり」に改称
- 2011年（平成23年）：東日本大震災の影響による節電協力のため、昼間（15:00 - 18:00）開催に変更[3]
- 2012年（平成24年）：引き続き節電協力のため、この年から開催時刻を1時間早め、17:00 - 20:00開催に変更した。
- 2014年（平成26年）8月23日：徳島市の観光PRキャラバンを実施。開会前には原秀樹徳島市長の挨拶も行われた。この年以降、初日に限り本場徳島の連を1連招待するようになった[4]。
- 2020年（令和2年）：新型コロナウイルスの影響により、中止。
- 2021年（令和3年）：前年に引き続き、新型コロナウイルスの影響により屋外での流し踊りは中止。舞台踊りのみ、従来の8月下旬に加え、9月下旬も加えた4日間の日程で実施[5]。ただし、当該期間が東京都に緊急事態宣言発令中であるため、当初予定していた観客を入れての開催は中止し、後日オンラインでの配信に変更。
- 2022年（令和4年）：新型コロナウイルスの影響により、3年連続で屋外での流し踊りは中止。舞台踊りのみ、従来の8月下旬に開催[6]。ただし、流し踊りについては9月以降の日程で、商店街内に閉じた小規模な形（実質、ふれおどりとほぼ同様規模）での開催を検討していることが示唆されていたが、実際には開催されなかった。

## 連
阿波踊りでは踊りのグループを「連（れん）」と呼ぶが、高円寺阿波おどりの参加連は2010年度で約150連、10,000人の踊り手。「有名連」、企業の社員やその家族で構成された「企業連」、学生による「学生連」、気の合う仲間が集まってできた連などがある。このうち企業連の参加数は景気の動向に左右されやすい。徳島に次いだ規模を誇る。
首都圏各地の阿波踊りの連も参加し、都立家政・三鷹・小金井・きたまちといった高円寺近郊、南越谷（日程が被る年を除く）・東林間・茂原などの連も参加している。また、杉並区と交流がある都市（福島県南相馬市、新潟県小千谷市など）を活動拠点とする連も参加している。逆に高円寺阿波おどり連協会所属連が都立家政・三鷹・小金井・きたまち・南越谷・東林間・茂原などに毎年数連招待参加している（南越谷は日程が被る年を除く）。
下記の所属連の中には本場徳島の連と姉妹連などで提携しているところや、本場徳島の連が関東地方に支部を設けているケースもあるため、その姉妹連に本場徳島の踊り手が加わって参加することがある（南越谷では本場徳島の連が最低でも4連招待される。高円寺では連としての招待は、前述のとおり2014年以降1連だけであり、それ以前は連の招待は行っていなかった）。

### 高円寺阿波おどり連協会所属連
葵新連、飛鳥連、いろは連、江戸浮連、江戸歌舞伎連、江戸っ子連、華純連(2025年加入)、菊水連、胡蝶蓮、小六（2007年、苔作連から改名）、しのぶ連、写楽連、志留波阿連、新若連（2012年をもって解散）、吹鼓連、粋輦、朱雀連、騒連中（2018年に脱会）、天狗連、天翔連、東京新のんき連、東京天水連、東洲斎、のびゆく連、花菱連、花道連 、ひさご連、ひょっとこ連、弁慶連、舞蝶連、美踊連、若駒連、和樂連（2007年、えふあいえい連から改名）

## 会場

### 流し踊り
高円寺駅、新高円寺駅を周回するように8つの演舞場が設けられている。中央演舞場、ひがし演舞場、純情演舞場、パル演舞場、桃園演舞場、みなみ演舞場、ルック第一演舞場、ルック第二演舞場がある。ただし、ふれおどりは商店街のみで実施するため、純情・パル・ルックの各商店街でのみ行われる。

### 舞台踊り
セシオン杉並、座・高円寺にて行われる。舞台踊りは流し踊りが行われる前（午前中から昼にかけて）に行われる。入場は、セシオン杉並は原則前日までにチケットガイドなどでの予約が必要で、座・高円寺は当日発売。

## ギャラリー

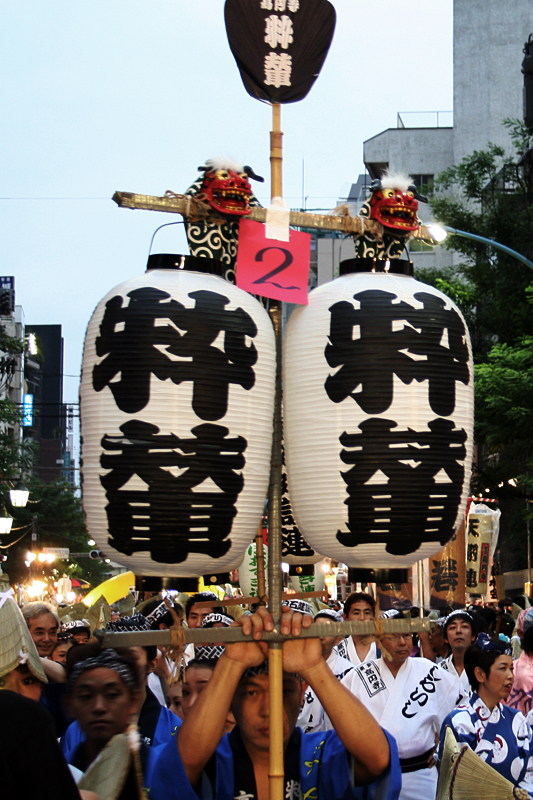
粋輦
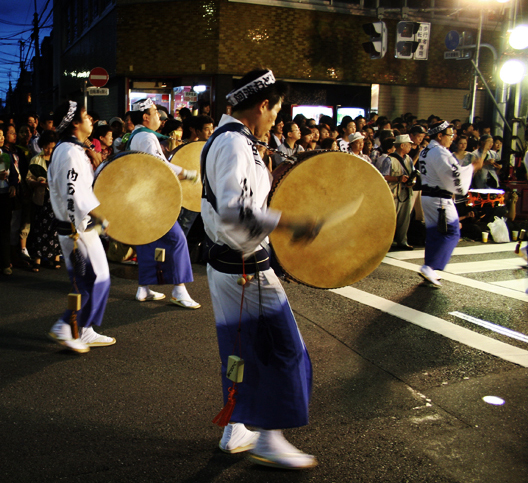
重低音で迫力を出す大太鼓
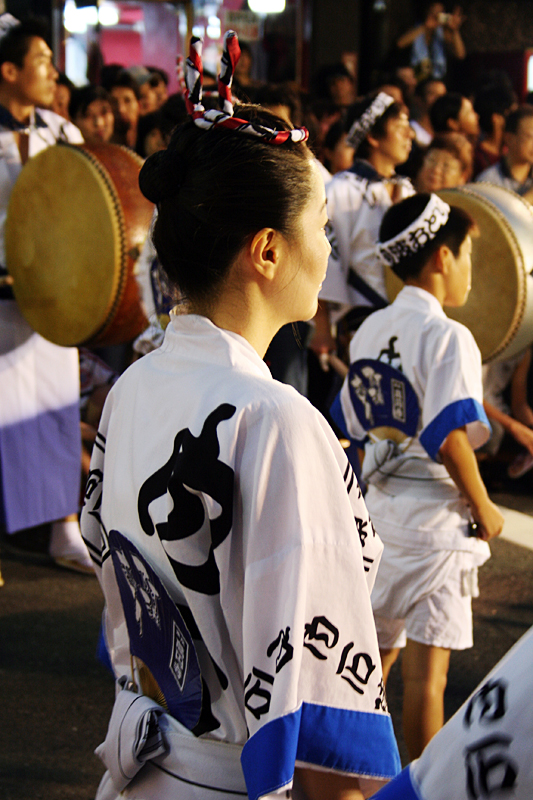
男踊り
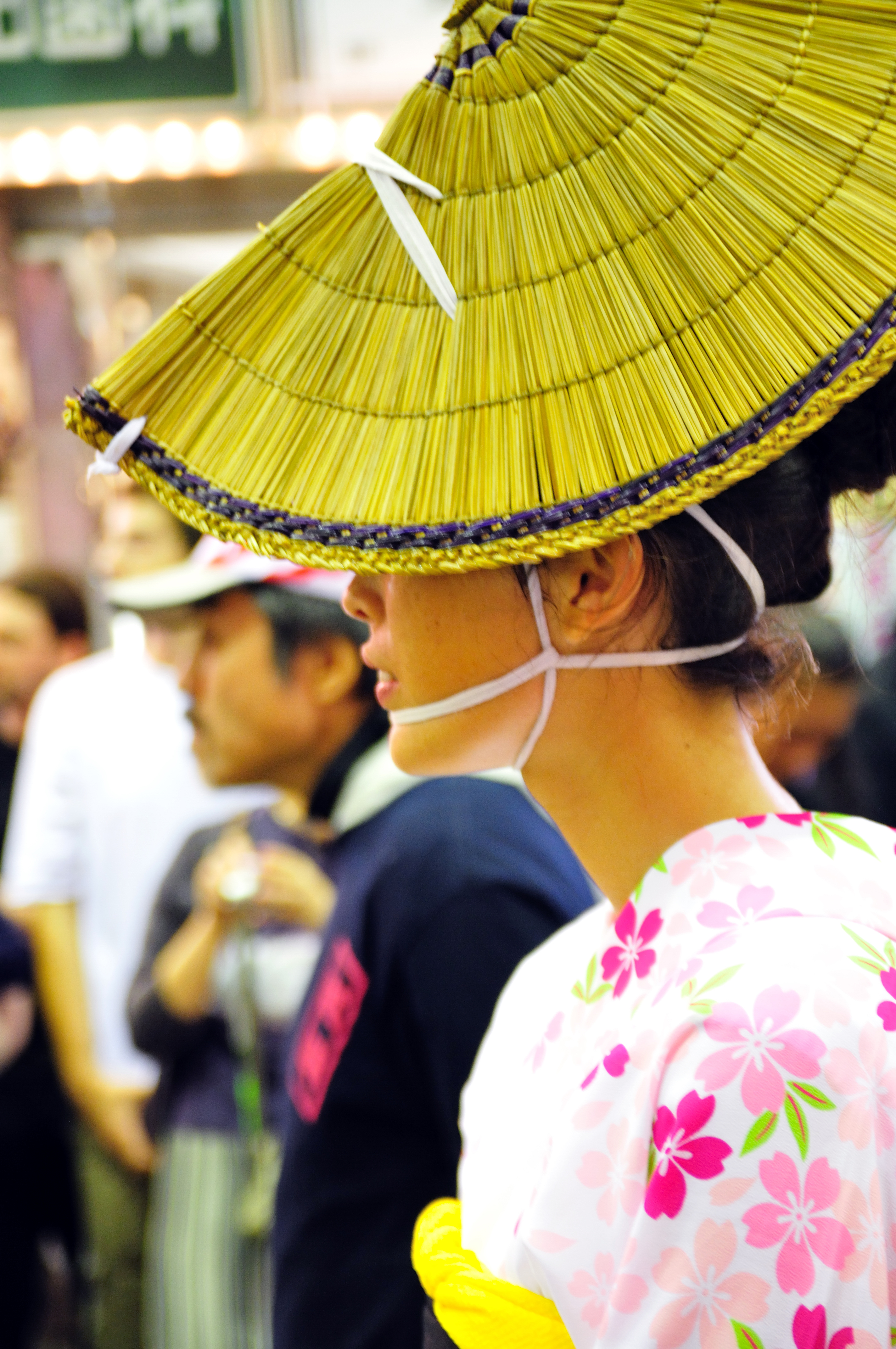
女踊り
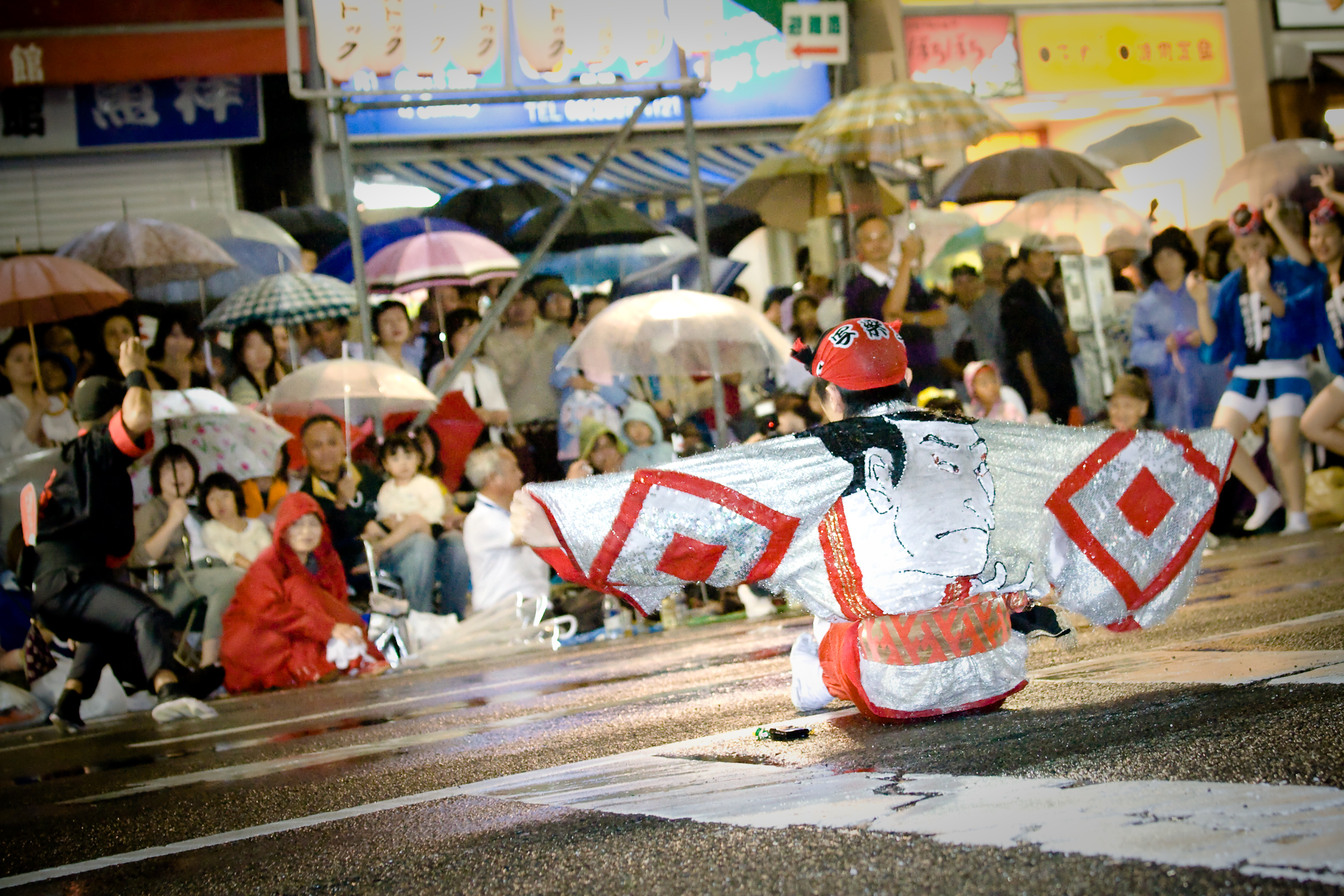
やっこ踊り
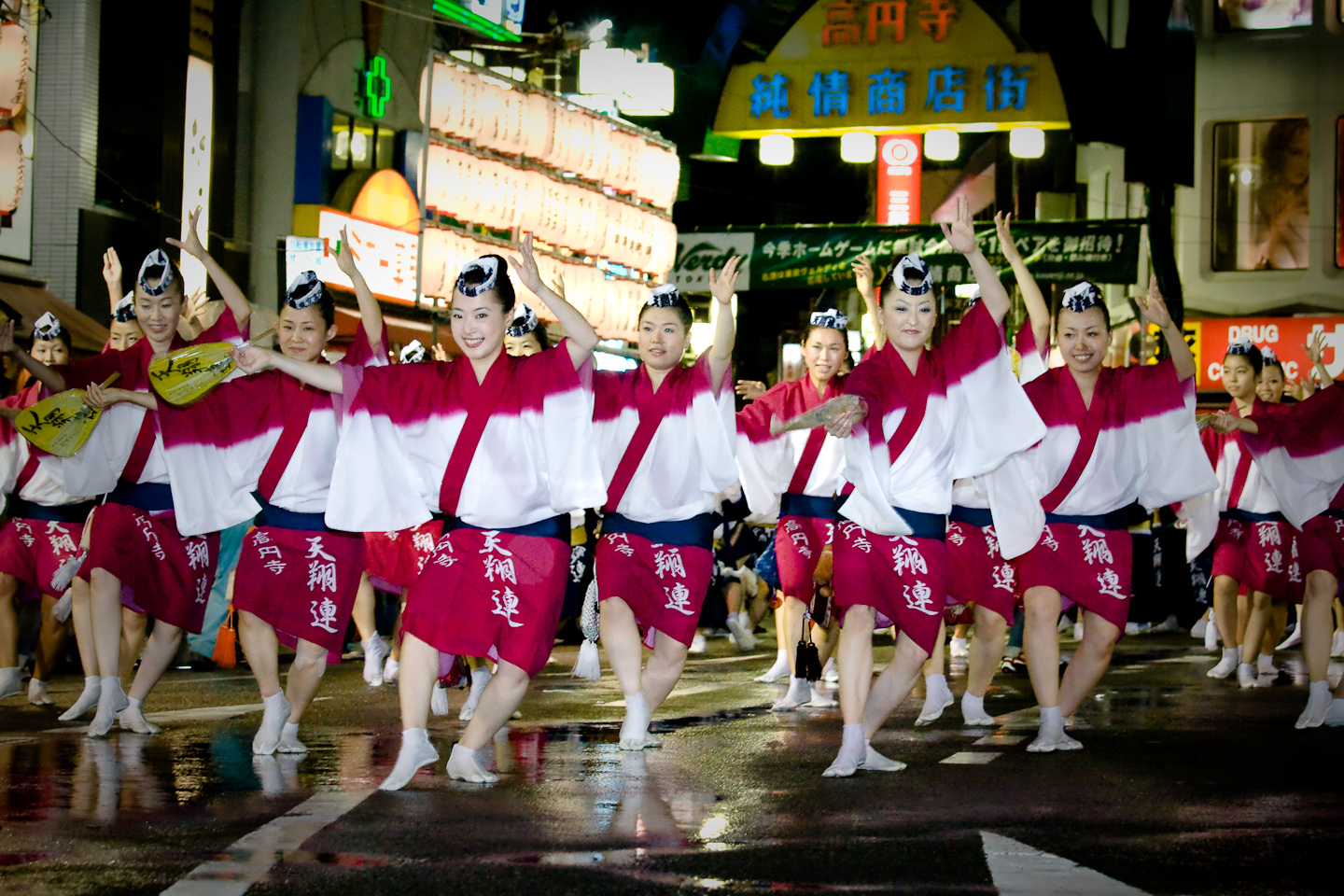
純情商店街にて

## アクセス
両駅から各演舞場まで徒歩圏である。ただし中央線快速は8月下旬含め土日（祝休日含め）は終日通過する（臨時停車などの措置も行わない）ので、黄色い列車または地下鉄東西線直通列車に乗車する必要がある。
- JR中央線高円寺駅 - 高円寺阿波おどりにちなみ、改札内のトイレ入口には阿波踊りのシルエットが描かれているほか、1・2番線ホームでは2004年より阿波踊りの囃子をアレンジした発車メロディを使用している。当初は毎年8月限定であったが、2016年8月1日からはアレンジを変更の上、通年使用に変更された[7]。2016年から使用しているバージョンはジーアングルの制作で、編曲は松本健が手掛けた[8]。
- 東京メトロ丸ノ内線新高円寺駅

路線バスについても、高円寺周辺路線を多く持つ関東バスや、赤羽駅方面へのバスを運行している国際興業バスが臨時便を出して対応している。なお、阿波踊り期間中は交通規制となる関係で、五日市街道営業所に向かう高43は環七通り経由の迂回運行となり、永福町に向かう高45は運休して新02として新高円寺駅発着になるため注意。

## 問題点
東京の晩夏の風物詩である祭りではあるが、いくつかの問題点が指摘されている。
- 高円寺駅周辺は大変混雑するが、前述の通り中央線快速は臨時停車は行われないため、各駅停車ホームに集中して混雑する。
- ゴミのポイ捨てなどといったゴミ処理の問題が大きく、地元小学校でも問題点として挙げているほどである[9]。
- 高円寺と前述の南越谷阿波踊りは、どちらも8月下旬の土日に実施のため被ってしまう年も多い。ほかにも、例年関東近郊では「大塚阿波おどり」「小金宿まつり」などの阿波踊りと被ってしまう年が多い。この場合、高円寺以外のそれぞれの開催地の地元連が高円寺に参加することができない。